# Kanton Thônes
Kanton Thônes is een voormalig kanton van het Franse departement Haute-Savoie. Kanton Thônes maakte deel uit van het Arrondissement Annecy en telde 13.502 inwoners in 1999. Het werd opgeheven bij decreet van 13 februari 2014, met uitwerking op 22 maart 2015. De gemeenten werden toegevoegd aan het kanton Faverges.

## Gemeenten
Het kanton Thônes omvatte de volgende gemeenten:
- La Balme-de-Thuy
- La Clusaz
- Le Bouchet
- Le Grand-Bornand
- Les Clefs
- Les Villards-sur-Thônes
- Manigod
- Saint-Jean-de-Sixt
- Serraval
- Thônes (hoofdplaats)